# Great Dog Island
Great Dog Island, conosciuta anche come Big Dog Island, è un'isola del Great Dog Group, un sottogruppo che fa parte delle isole Furneaux, in Tasmania (Australia). L'isola appartiene alla municipalità di Flinders e si trova nel Franklin Sound lo stretto canale che divide Flinders Island (la maggiore delle Furneaux) da Cape Barren Island. L'isola, che ospita l'1% della popolazione mondiale di sei specie di uccelli, è compresa nel Franklin Sound Islands Important Bird Area.
L'habitat dell'isola è stato compromesso dal pascolo del bestiame, dal fuoco, dalla raccolta dei pulcini (muttonbirding) e dall'introduzione di animali esotici.

## Geografia
Great Dog si trova di fronte alla Petrifaction Bay, insenatura a sud dell'isola Flinders, dove si trova il villaggio di Lady Barron, in mezzo a due altre isole del Great Dog Group: Little Dog Island e Little Green Island; a sud-est è situata Vansittart Island e a sud Cape Barren Island. L'isola ha una superficie di 3,75 km².

### Flora e fauna
La vegetazione dell'isola è dominata dalla specie erbacea Poa poiformis. Sul lato nord-orientale dell'isola permane una zona boschiva, rara all'interno del gruppo Furneaux, di Eucalyptus viminalis e Acacia verticillata, con varie specie di Allocasuarina, Melaleuca e Leptospermum.
Tra le specie di uccelli marini e trampolieri si registrano la berta codacorta,  l'uccello delle tempeste facciabianca, la beccaccia di mare fuligginosa e la beccaccia di mare orientale. Tra i rettili si conta il serpente tigre, il Niveoscincus metallicus, il Niveoscincus ocellatus, la Tiliqua scincoides scincoides, l'Austrelaps superbus e la Bassiana duperreyi. Un mammifero nativo registrato è il rakali; ci sono poi gli animali introdotti come il topo comune, il ratto e il gatto selvatico.